# Skjoldhøjskolen
Skjoldhøjskolen er en folkeskole, beliggende på Skjoldhøjvej 11 i forstaden Tilst ved Aarhus. Skolen har klasser fra børnehaveklasse til niende klasse med 414 elever. Skolens nuværende leder er Astrid Bernhard.

## Ekstern henvisning
- Skolens hjemmeside Arkiveret 14. juli 2007 hos  Wayback Machine

| Skole | Spire Denne artikel om en skole, en uddannelsesinstitution eller uddannelse er en spire som bør udbygges. Du er velkommen til at hjælpe Wikipedia ved at udvide den. |

56°10′26.87″N 10°6′51.28″Ø / 56.1741306°N 10.1142444°Ø